# Resurgam
Resurgam – album studyjny brytyjskiego muzyka i wokalisty Finka, który został wydany 15 września 2017 roku nakładem wytwórni muzycznej R’COUP’D. 
Na pierwszy singel promujący wydawnictwo wybrano utwór „Cracks Appear”, a na drugi „Not Everything Was Better in the Past”. Kolejnym utworem promującym album został „This Isn’t a Mistake”, do którego nakręcono teledysk koncertowy z udziałem 800 fanów zespołu, nagrany 13 września 2017 roku w klubie Q-Factory w Amsterdamie. Czwartym i zarazem ostatnim utworem promującym album został „Word to the Wise”, do którego zrealizowano teledysk dzięki Brand New History (z ramienia którego operatorem kamery był Alexander Laljak).
Fink podkreśla, iż jest to jego pierwsza „prawdziwa” płyta od 2014 roku, od czasu Hard Believer:

„Resurgam” to zupełnie co innego niż poprzednie albumy. (...) „Resurgam” to bardzo ważny krążek dla całego zespołu. Brzmimy inaczej i chyba od pierwszych minut słychać, że jesteśmy dużo pewniejsi siebie i mamy naprawdę dobre brzmienie i fajne melodie. (...) W ogóle, to chyba najbardziej pozytywny album, jaki kiedykolwiek nagrałem.

Tytuł albumu (pol.: „I znów powstanę”) pochodzi z łacińskiej inskrypcji na ścianie 900-letniego kościoła w Kornwalii, rodzinnej prowincji muzyka. Wydawnictwo powstało przy współpracy brytyjskim producentem muzycznym Floodem, w londyńskim studio nagraniowym Assault & Battery. 
Płyta zapowiadała trasę koncertową Resurgam Tour, którą rozpoczęto czterema koncertami w Polsce: w Gdańsku, Warszawie, Krakowie i Poznaniu. Trasę poprzedzono występem w Muzycznym Studio Polskiego Radia im. Agnieszki Osieckiej, zarejestrowanym 15 września 2017 roku i zaprezentowanym dzień później w audycji Lista osobista.
Wydawnictwo wydano na płycie gramofonowej, płycie kompaktowej oraz w formacie digital download.
Album uplasował się na 165. miejscu zestawienia Ultratop 200 Albums w Regionie Walońskim oraz 72. pozycji notowania Ultratop 200 Albums w Regionie Flamandzkim w Belgii. Wydawnictwo dotarło również do 39. miejsca zestawienia Album Top 100 prowadzonego przez MegaCharts w Holandii.

## Lista utworów
Opracowano na podstawie materiału źródłowego.
| Nr  | Tytuł utworu                            | Długość |
| --- | --------------------------------------- | ------- |
| 1.  | „Resurgam”                              | 8:33    |
| 2.  | „Day 22”                                | 5:09    |
| 3.  | „Cracks Appear”                         | 5:28    |
| 4.  | „Word to the Wise”                      | 3:54    |
| 5.  | „Not Everything Was Better in the Past” | 5:30    |
| 6.  | „The Determined Cut”                    | 5:12    |
| 7.  | „Godhead”                               | 3:34    |
| 8.  | „This Isn’t a Mistake”                  | 4:30    |
| 9.  | „Covering Your Tracks”                  | 5:31    |
| 10. | „There’s Just Something About You”      | 4:24    |
|     |                                         | 51:45   |

## Odbiór
Niemieckie czasopismo Musikexpress przyznało wydawnictwu 4,5 na sześć punktów, zaś holenderski portal muzyczny RockZine.nl ocenił album na trzy w 5-punktowej skali.